# 元徳重
元徳重（もととくしげ）は、愛知県名古屋市緑区の地名。現行行政地名は元徳重一丁目及び元徳重二丁目。住居表示未実施地域。

## 地理
名古屋市緑区東部に位置する。
愛知県道36号諸輪名古屋線と東海通（愛知県道56号名古屋岡崎線）が交差する徳重交差点の北側にある。

## 歴史

### 沿革
- 2017年（平成29年）11月11日 - 緑区元徳重一丁目が鳴海町字神沢・神ノ倉・熊ノ前の各一部・字徳重の全域および乗鞍二丁目の一部により、元徳重二丁目が鳴海町字神ノ倉の一部によりそれぞれ成立する[1]。

## 世帯数と人口
2019年（平成31年）3月1日現在の世帯数と人口は以下の通りである。
| 丁目         | 世帯数  | 人口    |
| ------------ | ------- | ------- |
| 元徳重一丁目 | 239世帯 | 620人   |
| 元徳重二丁目 | 150世帯 | 431人   |
| 計           | 389世帯 | 1,051人 |

## 学区
市立小・中学校に通う場合、学校等は以下の通りとなる。また、公立高等学校に通う場合の学区は以下の通りとなる。
| 丁目         | 番・番地等 | 小学校               | 中学校               | 高等学校 |
| ------------ | ---------- | -------------------- | -------------------- | -------- |
| 元徳重一丁目 | 全域       | 名古屋市立徳重小学校 | 名古屋市立扇台中学校 | 尾張学区 |
| 元徳重二丁目 | 全域       | 名古屋市立徳重小学校 | 名古屋市立扇台中学校 | 尾張学区 |

## 交通
- 名古屋市営地下鉄桜通線 徳重駅

## 施設
- ヒルズウォーク徳重ガーデンズ
- ユメリア徳重
  - 緑区役所徳重支所
  - 緑保健センター徳重分室
  - 名古屋市徳重図書館
  - 徳重地区会館
  - 三菱UFJ銀行徳重支店

## その他

### 日本郵便
- 郵便番号 : 458-0852[3]（集配局：緑郵便局[8]）。